# ونس کرنر (آیداهو)
ونس کرنر، آیداهو (به انگلیسی: Vans Corner, Idaho) یک منطقهٔ مسکونی در ایالات متحده آمریکا است که در شهرستان بونر، آیداهو واقع شده‌است.

## خصوصیات
ونس کرنر ۷۸۳٫۰۴ متر بالاتر از سطح دریا واقع شده‌است.